# Ämmenäs
Ämmenäs is een plaats in de gemeente Hultsfred in het landschap Småland en de provincie Kalmar län in Zweden. De plaats heeft 200 inwoners (2005) en een oppervlakte van 50 hectare.